# Историја Јевреја у Грчкој
Јевреји су присутни у Грчкој још од четвртог века пре нове ере. Најстарија и најкарактеристичнија јеврејска група која је населила Грчку су Романиоти, такође познати као "грчки Јевреји". Појам "грчки Јеврејин" углавном се користи за било коју особу јеврејског порекла или вере која живи или потиче из модерне регије Грчке.
Осим Романиота, различито јеврејско становништво је живело у заједницама широм Грчке и у суседним подручјима с претежно грчким становништвом. Грчка је имала велику популацију сефардских Јевреја као и историјски центар сефардског живота; град Салоница или Солун, у грчкој Македонији, назван је "Мајка Израела". Грчки Јевреји су одиграли важну улогу у раном развоју хришћанства и постали су извор образовања и трговине за Византијско царство и током периода османске Грчке, до патње у холокаусту након што је Грчка освојена и окупирана од стране сила Осовине упркос напора Грка да их заштите. Након Холокауста, велики проценат преживеле заједнице емигрирао је у Израел или у Сједињене Државе.
Јеврејска заједница у Грчкој тренутно има око 8.000 људи, углавном сконцентрисаних у Атини, Солуну, Лариси, Волосу, Халкиди, Јањини, Трикали, Крфу и у функционалним синагогама на Криту, веома мало њих остаје у Кавали и Родосу. Грчки Јевреји данас у великој мери "живе један уз другог у хармонији" са хришћанским Грцима, каже председник грчког Комитета за Јеврејски музеј Грчке, где и даље настављају да раде са другим Грцима и Јеврејима широм света у борби против било каквог пораста антисемитизма у Грчкој. Тренутно Јеврејска заједница Грчке улаже велике напоре да оснује Музеј холокауста у земљи. Биће постављен стални павиљон о холокаусту грчких Јевреја у Аушвицу. Делегација и председник јеврејских заједница у Грчкој састали су се у новембру 2016. са грчким политичарима и замолили их за подршку у њиховом захтеву да се врате архиви заједнице у јеврејској заједници у Солуну из Москве.

## Јеврејске културе у Грчкој
Већина Јевреја у Грчкој су Сефарди, али Грчка је такође дом јединствене романичке културе. Поред Сефарда и Романиота, постојале су и неке северно-италијанске, сицилијанске, апулијске, провансалске, мизрахије и мале ашкенаске заједнице у Солуну и другде. Све ове заједнице нису имале само своје обичаје (минхаг), већ су имале и властите новине штампане за заједнице у Грчкој. Велика разноликост јеврејских обичаја у Грчкој била је јединствена.

### Романиоти
Романиотски Јевреји живе на територији данашње Грчке више од 2000 година. Њихов историјски језик био је јудео-грчки језик, дијалект грчког језика, али тај језик није забележен код ниједног живог говорника; данашњи грчки Романиоти говоре грчки. Велике заједнице су се налазиле у Јањини, Теби, Халкиди, Крфу, Арти, Коринту и на острвима Лезбос, Хиос, Самос, Родос и Кипар, између осталих. Романиоти су историјски различити од Сефарда, од којих су се неки настанили у Грчкој након прогона Јевреја из Шпаније 1492. године. Сви, осим малог броја Романиота Јањине, највеће преостале римске заједнице која није асимилирана у сефардску културу, убијени су у холокаусту. Јањина данас има 35 живих Романиота.

### Сефарди
Већина Јевреја у Грчкој су Сефарди чији су преци напустили Шпанију, Португал и Италију. Они су се углавном населили у градовима као што су Солун, град који је требало да се зове "Мајка Израела" у годинама које долазе. Традиционални језик грчког Сефарда је био јудејско-шпански и до холокауста, заједница "је била јединствена мешавина османског, балканског и шпанског утицаја". Заједница је била позната по свом степену образовања. Фондација за унапређење сефардских студија и културе назива Солунску сефардску заједницу "несумњиво једним од најважнијих на свету".

## Историја јудаизма у Грчкој
Прво забележено спомињање јудаизма у Грчкој датира од 300-250 године пре Христа на острву Родос. У 2. веку пре нове ере, Хиркан, вођа јеврејске заједнице у Атини, био је почашћен подизањем статуе у агори.
Према Едмунду Векенстедту, Ганимед је био Семит, као и његова браћа Илус и Асаракос. Према Јосипу, чак и раније помињање грчког писца о хеленизованом Јеврејину било је пронађено у делу "Де Сомно" (непостојећи) од стране грчког историчара Клеарха из Солија. Овде Клеарх описује састанак Аристотела (који је живео у 4. веку п. н. е.) и Јеврејина у Малој Азији, који је течно говорио грчки језик и мислио:
 Па човек је био Јеврејин из Келе Сирије (савремени Либан) . Ови Јевреји су изведени од индијских филозофа, а звали су их Индијанци Калани. Велики круг пријатеља и је био на путу од унутрашњости до обале, не само да су говорили грчки, већ су имали душу Грка. У току мог боравка у Азији, он је обишао иста места као и ја и дошао да разговара са мном и неки други научници, да би тестирали наше учење, али онај који је био интиман са многим култивисаним особама - то је онај који нам је пренео нешто своје. '"
Археолози су открили древне синагоге у Грчкој, укључујући синагогу у Атини у Агори и синагоги Делос из 2. века п. н. е.
Грчки Јевреји су одиграли важну улогу у грчкој историји, од ране историје хришћанства, преко Византијског царства и османске Грчке, до трагичног готовог уништења заједнице, након што је Грчка потпала под нацистичку Немачку у Другом светском рату.

### Хеленистички период
Македонско царство под Александром Великим освојило је некадашње Јудејско краљевство 332. године п. н. е. поразивши персијско царство које је држало територију од Кировог освајања Вавилонаца. После Александрове смрти, ратови у Дијадохи су брзо довели до територије која је променила владавину, пошто су се Александарови наследници борили за контролу над персијским територијама. Регион је на крају постао под контролом династије Птолемејиди, а подручје је постајало све више хеленистичко. Јевреји из Александрије створили су "јединствени спој грчке и јеврејске културе", док су јевреји у Јерусалиму били подељени између конзервативних и про-хеленских фракција. Уз утицај ове хеленистичке фузије на Јевреје који су се нашли у грчком царству, Карен Армстронг тврди да је турбуленција у периоду између смрти Александра и 2. века пре нове ере довела до поновног оживљавања јеврејског месијанизма који би инспирисао револуционарни осећај када је Јерусалим постао део Римског царства.

### Римско доба
Хеленистичка Грчка и Македонија пале су под Римску империју 146. године пре нове ере. Јевреји који живе у римској Грчкој имали су другачије искуство од оних у провинцији Јудеја. Нови завет описује грчке Јевреје као посебну заједницу од Јевреја Јудеје, а Јевреји Грчке нису учествовали у Првом јеврејско-римском рату или каснијим сукобима. Јевреји у Солуну, који говоре дијалектом грчког језика и живе у хеленизованом постојању, придружили су се новој јеврејској колонији у 1. веку наше ере. Јевреји у Солуну "уживали су широку аутономију" у римско доба.
Првобитно прогонитељ раних јеврејских хришћана до његовог обраћења на путу за Дамаск, Павле од Тарза, који је био хеленизирани Јевреј из Тарза, био је инструмент у оснивању многих хришћанских цркава широм Рима, укључујући Малу Азију и Грчку. Павлово друго мисионарско путовање обухватало је протеривање Јевреја из синагога у Солуну док јеврејска заједница није истерала из града.

### Византијско царство
Након распада Западног римског царства, елементи визуелне римске цивилизације су се наставили у византијском царству. Јевреји у Грчкој почели су да добијају све већу пажњу од руководства Византије у Цариграду. Неки византијски цареви су били жељни да искористе богатство Јевреја у Грчкој и увели посебне порезе код њих, док су други покушали да их принудно преобраћате у хришћанство. Овај потоњи притисак је имао мало успеха, јер су му се опирали и јеврејска заједница и грчки хришћански синоди.
Сефер Јосипон је у 10. веку записивао хронике у византијској јужној Италији тамо где је јеврејска заједница грчки говорила. Јуда Леон бен Мосес Москони, Јеврејин из Охрида, касније је уредио и проширио хронике Сефера Јосипона.
Прво насељавање ашкенаских Јевреја у Грчкој догодило се 1376. године, указујући на усељавање Ашкеназа из Мађарске и Немачке како би се избегао прогон Јевреја током 15. века. Јеврејски имигранти из Француске и Венеције такође су стигли у Грчку и створили нове јеврејске заједнице у Солуну.

### Франкократија
Четврти крсташки рат деградирао је положај Јевреја у новим франачким земљама на грчком тлу које су раније биле делови Византијског царства. Јевреји су у то време били економски моћни, иако малобројни и састављали су сопствену заједницу, одвојену од хришћана и бавили се позајмљивањем новца (зеленашењем).

### османско царство
Грчком је владала османска империја од средине 15. века, до завршетка првог грчког рата за независност који је завршен 1832. године, а затим и првог балканског рата 1913. године. У том периоду, центар јеврејског живота на Балкану био је Солун. Солунски Сефарди били су ексклузивни кројачи за османске јањичаре и уживали су економски просперитет кроз комерцијално трговање на Балкану.
После протеривања из Шпаније, између петнаест и двадесет хиљада сефарда настанило се у Солуну. Према Јеврејској виртуелној библиотеци: "Грчка је постала уточиште верске толеранције за Јевреје који су бежали од шпанске инквизиције и других прогона у Европи. Османлије су поздравиле Јевреје јер су побољшале економију. Јевреји су заузели административне положаје и играли важну улогу у интелектуалним и комерцијални живот широм царства. "  Ови имигранти основали су прву штампарску машину у граду а град је постао познат као центар за трговину и учење. Прогнанство из других јеврејских заједница повећало је јеврејско становништво града, док су 1519. године Јевреји били већинско становништво. Османски Јевреји су морали да плаћају посебне "јеврејске порезе" османским властима. Ови порези су укључивали харач, џизију, испенџу и рав порез. Понекад би локални владари такође убирали порезе за себе, поред пореза који су упућени централним властима у Цариграду.
Године 1519, Јевреји су чинили 56% становништва Солуна, а 1613. године њихов је удео у становништву био 68%.
Године 1523, у Венецији је објављено прво штампано издање Махзорске Румуније, од стране константинопољских Јевреја. Ово издање представља вероватно најстарији јеврејски европски молитвени обред. Полиглотско издање Библије, објављено у Константинопољу 1547. године, има хебрејски текст на средини странице, са јудео-шпанским преводом са једне стране и јеванским преводом с друге стране.
Средином 19. века, међутим, дошло је до промене грчког јеврејског живота. Јањичари су уништени 1826. године, а традиционалне комерцијалне руте су биле захваћене од стране великих сила Европе. Сефардска популација у Солуну порасла је на двадесет пет до тридесет хиљада чланова, што је довело до оскудице ресурса и хигијенских проблема. Крајем века дошло је до великих побољшања, будући да је меркантилно вођство Сефардске заједнице, посебно породице Алатини, искористило нове трговинске могућности са остатком Европе. Према историчару Миши Гленију, Солун је био једини град у Царству где су неки Јевреји "користили насиље против хришћанског становништва као средство за консолидацију њихове политичке и економске моћи"Glenny 1999, стр. 183</ref>, пошто су трговци из јеврејске популације затворили врата трговцима грчке и словенске популације и физички застрашивали своје ривале. Увођењем модерног антисемитизма са имигрантима са Запада касније током века, штавише, неки од Солунских Јевреја убрзо су постали мета грчких и јерменских погрома. Јеврејска заједница у Солуну чинила је више од половине градског становништва до раних 1900-их. Као резултат јеврејског утицаја на град, многи нејееврејски становници Солуна говорили су Ладино, језик сефардских Јевреја и град је био практично затворен у суботом, дајући јој понекад име 'Мали Јерусалим'. Многи поморски путници који су дошли у луку Солун духовито су се присетили да је Солун био град у којем су људи радили само четири дана док су се одмарали три узастопна дана. То је било због три главне религије којих се становништво придржавало и њихових одмора : петак за муслимане, субота за Јевреје и недеља за хришћане.

### Независна Грчка
Генерално лојални Османском царству, Јевреји из јужне Грчке нису имали позитиван став према Грчком рату за независност; таквим ставом су често постали и мета револуционара.
Османска власт у Солуну завршила се много касније, 1912. године, када су грчки војници ушли у град у последњим данима Првог балканског рата. Статус Солуна није био решен од стране Балканског савеза пре рата, а Глени пише да су се неки међу већинским јеврејским становништвом у граду прво надали да ће град бити под контролом Бугарске. Бугарска контрола би држала град на челу националне трговинске мреже, док би грчка контрола могла утицати на оне из одређених друштвених слојева и на етничке групе, што је положај Солуна као дестинације трговања међу балканским селима. Међутим, након ослобођења, грчка влада је добила подршку градске јеврејске заједнице, а Грчка је била једна од првих земаља која је прихватила Балфорову декларацију, 1917.
Године 1934, велики број Јевреја из Солуна се иселило у Палестину, насељавајући се у Тел Авиву и Хајфи. Они који нису могли да прођу британске имиграционе ограничења једноставно су дошли на туристичке визе и нестали у грчкој заједници Тел Авива. Међу њима је било око 500 радника и њихових породица, који су се настанили у Хајфи да би радили у новоизграђеној луци.
Касније, успостављањем 1936. режима Метаксаса, који није био типично непријатељски према Јеврејима уопште, упркос фашистичком карактеру, став Грчке према јеврејској заједници је додатно побољшан.

### Други светски рат
Током Другог светског рата, Грчку су освојиле нацистичке Немачке трупе и окупирале силе Осовине. 12.898 грчких Јевреја борило се у грчкој војсци, један од најпознатијих међу њима је био пуковник Мордехај Фризис. Немци су прикупљали обавештајне податке о јеврејској заједници у Солуну од 1937. године. Убијено је око 60.000 до 70.000 грчких Јевреја, или најмање 81% јеврејског становништва земље; посебно у јурисдикцијама окупираним од стране нацистичке Немачке и Бугарске. Иако су Немци депортовали велики број грчких Јевреја, неке су успешно сакрили њихови грчки суседи.
Губици су били значајни у местима као што су Солун, Јањина, Крф или Родос, где је већина јеврејске популације депортована и убијена. Насупрот томе, већи проценат Јевреја је могао да преживи, где је локално становништво помогло и сакрило прогоњене Јевреје, као што су Атина, Лариса или Волос. Можда су најважнији спасилачки напори одржани у Атини, где је око 1.200 Јевреја добило лажне личне карте након напора надбискупа Дамаскиноса и шефа полиције Ангелоса Еберта.
11. јула 1942. године Солунски Јевреји су били у припреми за робовски рад. Заједница је платила накнаду од 2 милијарде драхми за слободу. Ипак, 50.000 људи је упућено у Аушвиц, а већина од њихових 60 синагога и школа је уништена, као и старо јеврејско гробље у центру града. Преживело је само 1.950. Многи преживели су касније емигрирали у Израел и САД. Данас Јеврејска популација у Солуну броји око 1.000 и одржава две синагоге.

### Јевреји у Солуну
| Година  | Тотална популација | Јеврејска популација | Проценти Јевреја |
| ------- | ------------------ | -------------------- | ---------------- |
| 1842    | 70.000             | 36.000               | 51%              |
| 1870    | 90.000             | 50.000               | 56%              |
| 1882/84 | 85.000             | 48.000               | 56%              |
| 1902    | 126.000            | 62.000               | 49%              |
| 1913    | 157.889            | 61.439               | 39%              |
| 1943    |                    | 53.000               |                  |
| 2000    | 363.987            | 1.400                | 0,3%             |

На Крфу, након пада италијанског фашизма 1943. нацисти су преузели контролу над острвом. Градоначелник Крфа у то време, Колас, био је познати сарадник и нацисти су доносили разне антисемитске законе који су формирали окупациону владу острва. Почетком јуна 1944. године, док су савезници бомбардовали Крф као преусмеравање од искрцавања у Нормандији, Гестапо је окупио Јевреје града, привремено их затворио у старом граду и 10. јуна их је послао у Аушвиц где је мало њих преживело. Међутим, отприлике две стотине од укупно 1.900 становника успело је побећи. Многи међу локалним становништвом у то време пружили су уточиште оним 200 Јевреја који су успели да побегну од нациста. Исто тако, истакнути део старог града се до данашњег дана зове Евраики (ρβραικ) што значи јеврејско предграђе као признање јеврејском доприносу и континуираном присуству у граду Крфу. Активна синагога (Συναγωγη) је саставни део Евраикија данас са око 65 чланова.
Бугарски војници су 4. марта 1943. године, уз помоћ немачких војника, одвели Јевреје из Комотина и Кавале с путничког брода Карагеорге, масакрирали их и потопили брод. Бугари су конфисковали све јеврејске имовине и имања.
У Солуну су поједини полицајци спасили своје јеврејске пријатеље и повремено чак и њихове породице, док су у Атини шеф полиције Ангелос Еверт и његови људи активно подржавали и спасавали Јевреје.
Међутим, 275 Јевреја са острва Закинтос је преживело холокауст. Када је градоначелник острва, Карер, добио немачки наређење да преда списак Јевреја, митрополит Хризостом из Закинтоса вратио је Немцима списак са два имена; његово име и градоначелниково. Становништво острва сакрило је сваког припадника јеврејске заједнице. Године 1947, велики број Јевреја Закинтоса је побегао у Палестину (касније Израел), док су се други преселили у Атину. Када је острво скоро изравнано великим земљотресом 1953. године, прва порука је дошла из Израела, са поруком која гласи: "Јевреји Закинтоса никада нису заборавили свог градоначелника или свог вољеног бискупа и шта су учинили за нас".
Град Волос, који је био у италијанској зони окупације, имао је јеврејску популацију од 882. године а многи солунски Јевреји који су бежали од нациста тражили су уточиште тамо. До марта 1944. тамо је живело више од 1.000 Јевреја. У септембру 1943. године, када су нацисти преузели дужност, главни рабин Песах је радио са архиепископом Јоакимом и покретом отпора како би пронашао уточиште за Јевреје у Пелиону. Захваљујући њиховим напорима, 74% градских Јевреја је спашено. Од више од 1.000 Јевреја, 130 је депортовано у Аушвиц. Јеврејска заједница је остала у Волосу након рата, али је серија земљотреса 1955-57. приморала многе од преосталих Јевреја да оду а већина је имигрирала у Израел или САД. Данас је само 100 Јевреја остало у Волосу.
Многи Јевреји из Солуна су одведени на посао у логору смрти, Сондеркомандос. 7. октобра 1944. током устанка у Аушвицу, напали су немачке снаге са другим грчким Јеврејима, упадајући у крематоријуме и убивши двадесетак, чувара бацили су бомбу у пећ крематоријума, уништавајући зграду. Пре него што су их масакрирали Немци, побуњеници су певали песму грчког партизанског покрета и грчку националну химну.
У својој књизи Ако је ово човек, Примо Леви описује групу овако: "Грци, непомични и тихи као Сфинга, чучали су на земљи иза и гледали у своје супе  Они чланови заједнице који су још живели током 1944. године оставили су снажан утисак на аутора. Он је напоменуо: "Упркос њиховом малом броју, њихов допринос укупном изгледу кампа и међународном жаргону је од примарне важности". Међу њима је описао снажан патриотски дух, пишући да је њихова способност преживљавања у логорима делом објашњена чињеницом да су "они међу кохезивним националним групама, а са тог становишта најнапреднији".
Препознат за свој допринос грчком узроку у раном рату, Мордехај Фризис је постао један од најцењенијих грчких официра Другог светског рата у послератним годинама, са спомеником испред националне војне академије у Атини.

## Заједница после рата
Након рата, многи грчки Јевреји су емигрирали у Израел. У августу 1949. године, грчка влада је објавила да ће Јеврејима војног узраста бити дозвољено да оду у Израел под условом да се одрекну своје грчке националности, обећавајући да се никада неће вратити и да ће са собом одвести и породице. Грчки Јевреји који су се преселили у Израел основали су неколико села а многи су се настанили у Фиренци, Тел Авиву и подручју око луке Јафа. Неки су емигрирали у САД, Канаду и Аустралију. Грчка је била прва земља у Европи која је након рата вратила свој јеврејској заједници њихов иметак тако да су заједнице имале могућност консолидације.
Јеврејска мањина наставља да живи у Грчкој. Постоје заједнице у Атини и Солуну. Заједница је имала мало смањење од грчке кризе. Од 2015. године око 6.000 Јевреја живи у Грчкој, углавном у Атини, са мање од 2.000 у Солуну. Грчка јеврејска заједница традиционално је била проевропска. Данас су Јевреји Грчке интегрисани и раде на свим пољима грчке државе и грчког друштва, као што су економија, наука и политика.
У Другом светском рату, железница немачке је помогла нацистима да депортују Јевреје из Грчке. У 2014. представници јеврејске заједнице у Солуну захтевали су од Железнице, накнаду за наследнике жртава холокауста у Солуну за возне цене које су били присиљени платити за своју депортацију из Солуна у Аушвиц и Треблинку између марта и августа 1943.
Аристотелов Универзитет је заједно са јеврејском заједницом у Солуну 2014. године планирао поновно отварање Факултета јеврејских студија. Бивши јеврејски факултет је укинут пре 80 година од стране грчког диктатора Јоаниса Метаксаса. Овај нови факултет је у октобру 2015. радио у оквиру Филозофског факултета. На универзитетском кампусу откривен је и споменик старог јеврејско гробља у 2014. години. Кампус је делимично изграђен на овом старом гробљу.

## Антисемитизам у Грчкој
Миша Глени је написао да грчки Јевреји никада нису "наишли на нешто што је одвратно као северноевропски антисемитизам. Двадесети век је био сведок малог броја анти-јеврејских осећања међу Грцима ... али је привукао незнатну мањину". Опасност од депортације у логоре смрти више пута се сусрела са неверицом од стране јеврејске популације у Грчкој.
Неофашистичка група, Златна зора, постоји у Грчкој, а недавно Је освојила 18 места у грчком парламенту. Наводно је 2005. године званично распуштена од стране њеног руководства након сукоба с полицијом и антифашистима. Према извештају Центра за праћење расизма и ксенофобије Европске уније о антисемитизму у Грчкој 2002.-2003. споменуто је неколико инцидената током двогодишњег периода, наводећи да није било случајева физичких или вербалних напада на Јевреје. Наведени су и примери "добре праксе" "за сузбијање предрасуда. У извештају се закључује да је "... председник Централног јеврејског одбора у Грчкој 2003. године изјавио да не сматра да је пораст антисемитизма алармантан".
Дана 21. новембра 2003. године, Никос Бистис, грчки заменик министра унутрашњих послова, прогласио је 27. јануара Даном сећања на холокауст у Грчкој и обећао је "коалицији грчких Јевреја, грчким не-Јеврејима и Јеврејима широм света - борбу против антисемитизма у Грчкој. "
Дужничка криза грчке владе, која је почела 2009. године, доживела је пораст екстремизма свих врста, што је укључивало и неке случајеве антисемитских вандализама. У 2010. години, испред Јеврејског музеја у Грчкој први пут је био уништен и ишаран спрејом. На Родосу, 26. октобра 2012. године, вандали су спрејом обојили споменик холокауста са свастиком. Делимично да би се избегла свака нова претња од екстремизма, хиљаде јеврејских и нејеврејских Грка присуствовало је прослави холокауста у Солуну у марту 2013. Окупљенима се лично обратио грчки премијер Антонис Самарас, који је одржао говор у синагоги Монастир.
Данас су дипломатски односи између Грчке и Израела на високом нивоу. Односи између јеврејске заједнице и државе су такође добри.

## Добијање грчког држављанства за Јевреје изван Грчке
Грчки парламент одлучио је дати грчко држављанство свим преживелима холокауста који су изгубили грчко држављанство када су напуштали земљу. Они који су рођени изван Грчке, било од једног или од оба грчка родитеља, или од грчких дедова и бака, имају право на право на грчко држављанство на основу својих предака рођених у Грчкој. За процес добијања грчког држављанства, нема потребе да се доказује верска припадност предака.

## Јеврејски религиозни живот у Грчкој
- Монастир синагога
- Атинска јеврејска заједница
- Лариса синагога
- Верија синагога
- Синагога на Криту
- Рабин Касторија Папазоглоу 1904
- Рабин Мосес Симеон Песах